# Valerio Mastandrea
Valerio Mastandrea (n. 14 februarie 1972, Roma, Italia) este un actor italian, de două ori câștigător al David di Donatello pentru cel mai bun actor principal (2010, 2013).